# Libertadores del Llano
Libertadores del Llano är en ort i Mexiko.   Den ligger i kommunen Nuevo Ideal och delstaten Durango, i den centrala delen av landet, 800 km nordväst om huvudstaden Mexico City. Libertadores del Llano ligger 1 966 meter över havet och antalet invånare är 153.
Terrängen runt Libertadores del Llano är platt norrut, men söderut är den kuperad. Runt Libertadores del Llano är det glesbefolkat, med 9 invånare per kvadratkilometer. Närmaste större samhälle är El Nuevo Porvenir, 9,6 km nordväst om Libertadores del Llano. Trakten runt Libertadores del Llano består till största delen av jordbruksmark.